# Isothrix negrensis
Isothrix negrensis (пухнастохвостий щур Ріо-Негро) — вид гризунів родини щетинцевих, що мешкає в бразильській Амазонії, приблизно посередині по течії ріки Ріо-Негро, штату Амазонас. Проживає в сезонно затоплюваних лісах. Зафіксована його присутність у двох національних парках.